# ПТМ-1
ПТМ-1 (від рос. противотанковая мина) — радянський інженерний боєприпас (протитанкова міна), призначений для виведення з ладу гусеничної і колісної техніки противника.
Для її активації достатньо зминання легкого пластикового корпусу з зусиллям від 120 кг, що призведе до зминання вибухівки та її детонації.

## Загальні відомості
Створена у 1980-х роках в СРСР.
Постачання мін лише у складі касет КПТМ-1 (на 3 міни) або ракет 9М27К2 (24 міни).
Мінування ПТМ-1 проводиться за допомогою реактивних систем залпового вогню, зокрема, 220-мм БМ-27 «Ураган» або вертолітною системою дистанційного мінування ВСМ-1, лише на ґрунт.

## Знешкодження
Міна знищується з вогнепальної зброї(відстань:  >30 м).

## Тактико-технічні характеристики[2][1]
- Маса міни: 1,6 кг;

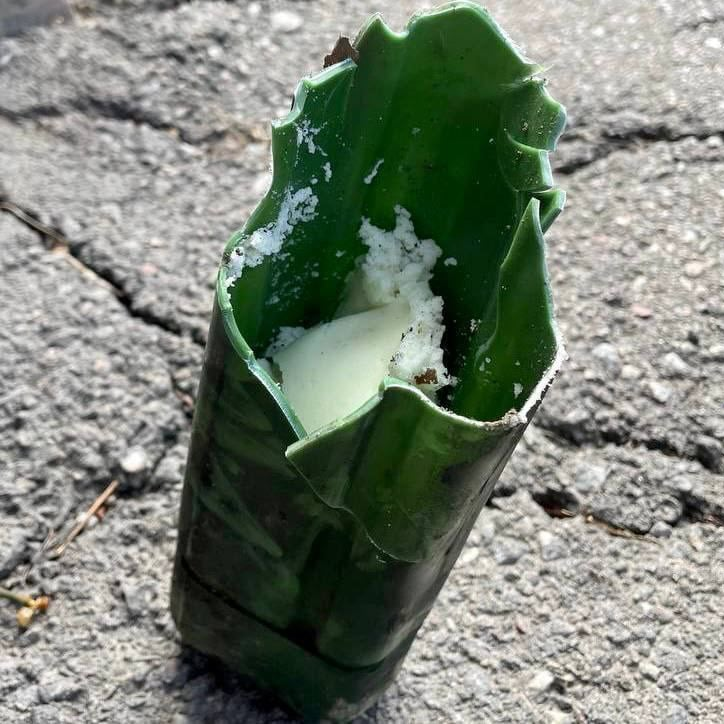
Рештки міни

- Маса основного заряду ВР: 1,1 кг;
- Матеріал корпусу: поліетилен (пластик).
- Габаритні розміри міни:
  - довжина: 34,0 см;
  - ширина: ~7 см;
  - товщина: ~7 см;
- Зусилля спрацювання: 120—160 кг;
- Розмір датчика цілі: вся площа поверхні;
- Підривач: МВДМ (57-В-418);
- Самоліквідація: так (від 3 до 40 год.);
- Температурний діапазон застосування: -40 — +50 °C.
- Колір: пофарбована у зелений, сіро-зелений, жовто-сірий або коричнево-сірий колір.
- Маркування міни: лише технологічне;

## Модифікації
ПТМ-1Г — відрізняється підривачем, для міни ПТМ-1Г використано МВДМ-Г (57-В-420).
ПТМ-1С — відрізняється поєднанням найгірших якостей касетних боєприпасів та протипіхотних мін. Вони також мають чутливі підривники, які можуть спрацювати, коли їх чіпають люди.

## Застосування

### Російсько-українська війна

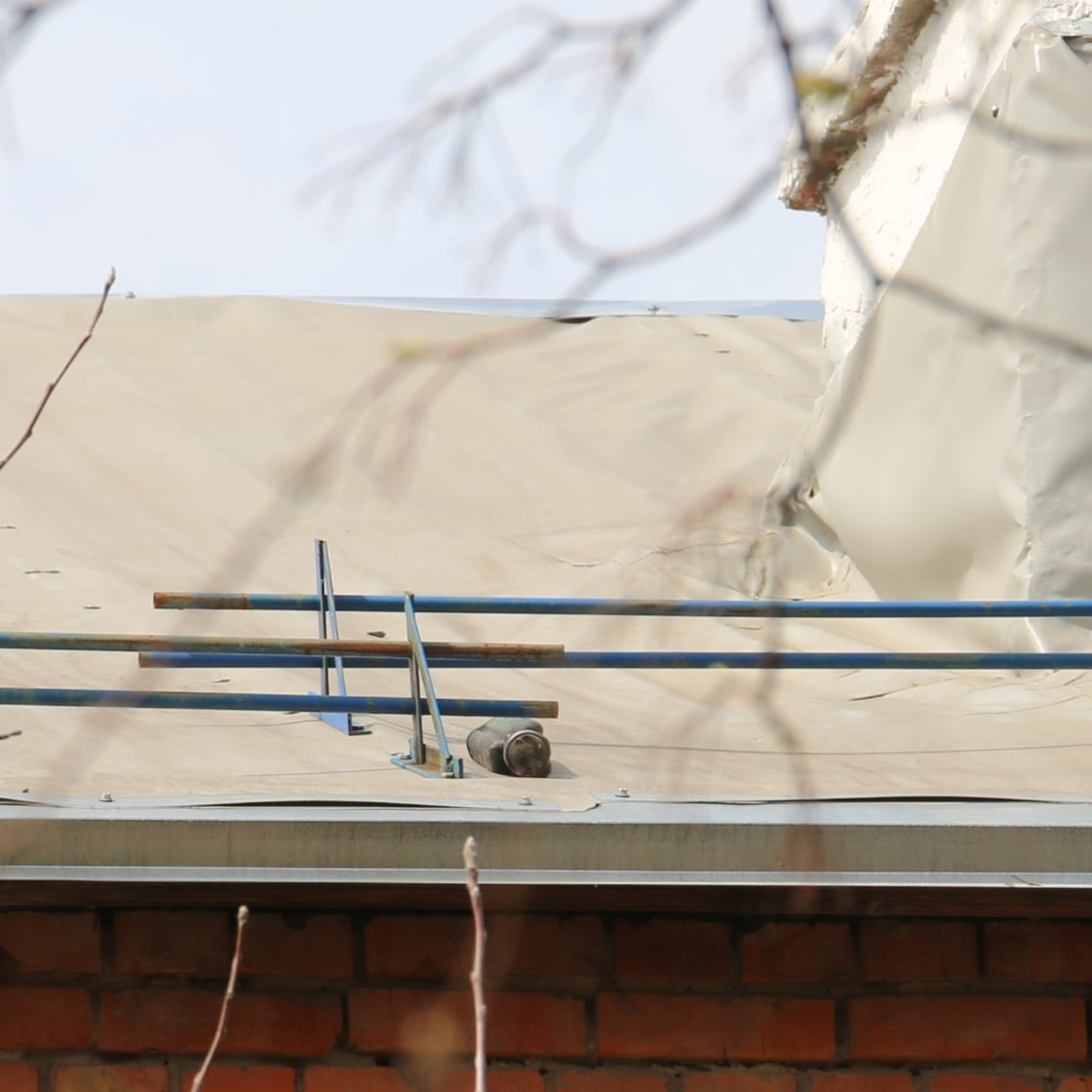
Міна ПТМ-1 на даху в Харкові після російського обстрілу

10 квітня 2022 року під час російського вторгнення в Україну російські загарбники застосували міни ПТМ-1 в боях за Харків.